# Zener-Hollomonparameter
De Zener-Hollomonparameter wordt in de metaalkunde gebruikt bij berekeningen rond rekristallisatie tijdens of na de vervorming van een metaal. Deze vervorming kan bijvoorbeeld tot stand gekomen zijn door walsen of extrusie. Voor het bepalen van de parameter kan bijvoorbeeld de gleeble gebruikt worden.
De parameter in formulevorm luidt als volgt: {\displaystyle Z={\bar {\epsilon }}\exp \left({\frac {Q_{def}}{RT}}\right)}
{\displaystyle {\bar {\epsilon }}} = reksnelheid
{\displaystyle Q_{def}} = activeringsenergie
R = gasconstante
T = temperatuur
De Zener-Hollomonparameter is gerelateerd aan de energieontwikkeling in het metaal, ten gevolge van de mechanische vervorming (energie die nodig is om de rekristallisatie te laten plaatsvinden). De parameter bewijst zijn nut doordat het de reksnelheid en de temperatuur, twee controleerbare variabelen, combineert.
Geestelijke vaders van de formule waren Zener en Hollomon.